# Hospital de Urgência de Sergipe
O Hospital de Urgência de Sergipe (HUSE) conhecido como Hospital João Alves Filho é um hospital público do estado de Sergipe e está localizado no bairro Capucho, zona oeste de Aracaju. Inaugurado em 7 de novembro de 1986, presta atendimentos de urgências e emergências de média e alta complexidade.